# 布爾A-1自轉旋翼機
A-1 自轉旋翼機（英語：Autogiro)是一款專為空中攝影工作而由艾蒂安·多爾莫伊設計的雙座自轉旋翼機，從1930年開始設計和製造。

## 外部連結
- The Buhl A-1 Autogiro （页面存档备份，存于）